# 子どもに関する記念日一覧
子どもに関する記念日一覧（こどもにかんするきねんびいちらん）は、子どもに関する記念日、祝日、年中行事などの一覧である。

## 1月
- 06日 - 世界の戦争孤児の日 世界

## 2月
- 11日 - 科学における女性と女児の国際デー（英語版） 世界
- 初週の1日 - 女子スポーツ選手の日（en:National Girls and Women in Sports Day）アメリカ合衆国

## 3月
- 03日 - 雛祭り日本

## 4月
- 01日 - 児童福祉法施行記念日日本
- 02日 - 国際子どもの本の日[1] 世界
- 23日 - 子ども読書の日日本

## 5月
- 05日 - こどもの日日本

## 6月
- 01日 - 国際子どもの日（International Children's Day） 世界
- 04日 - 侵略による罪のない幼児犠牲者の国際デー（英語版） 世界
- 12日 - 児童労働反対世界デー（英語版） 世界

## 7月
- 第3土曜日 - 勤労青少年の日日本[2]
- 第4日曜日 - 親子の日日本

## 8月
- 12日 - 国際青少年デー 世界

## 9月
- 22日 - 孤児院の日日本

## 10月
- 11日 - 国際ガールズ・デー 世界

## 11月
- 15日 - 七五三日本
- 16日 - 幼稚園記念日日本[3]
- 17日 - 国際学生の日 世界、世界早産児デー 世界
- 20日 - 世界こどもの日（Universal Children's Day） 世界